# Micuru Nagata
Micuru Nagata (japonsko 永田 充), japonski nogometaš, *6. april 1983.
Za japonsko reprezentanco je odigral dve uradni tekmi.